# 吴瑞忠
吴瑞忠，第二炮兵工程大学原副政委。中国人民解放军少将军衔。
曾任中国人民解放军总政治部干部部第一任免局副局长；第二炮兵装备部政治部主任；第二炮兵第28训练基地政委；第二炮兵装备部直属工作部部长；第二炮兵工程大学副政委。
2015年11月13日，中央军委纪委对第二炮兵工程大学原副政委吴瑞忠涉嫌严重违纪问题进行立案调查，日前已将其涉嫌犯罪问题及线索移送军事检察机关依法处理。